# فهرست ایالت‌ها و سرزمین‌های ملی هند بر پایه جمعیت
کشور هندوستان شامل ۲۸ ایالت و ۷ ناحیه هم‌پیوسته‌است.

## مراکز
1. جزائر اندمان اور نکوبار
2. چندی گد
3. دادرا اور نگر حویلی
4. دامان و دیو
5. لکشادیپ
6. پانڈی چیری

پایتخت و سرزمین ملی:
1. دهلی

## ایالت
| ردیف | ایالت                 | آبادی مارچ ۲۰۰۱ |
| ---- | --------------------- | --------------- |
| ۱    | اتر پردیش             | ۱۶۶٬۱۹۷٬۹۲۱     |
| ۲    | مهاراشترا             | ۹۶٬۸۷۸٬۶۲۷      |
| ۳    | بیهار                 | ۸۲٬۹۹۸٬۵۰۹      |
| ۴    | بنگال غربی            | ۸۰٬۱۷۶٬۱۹۷      |
| ۵    | آندرا پرادش           | ۷۶٬۲۱۰٬۰۰۷      |
| ۶    | تامیل نادو            | ۶۲٬۴۰۵٬۶۷۹      |
| ۷    | مدهیا پردیش           | ۶۰٬۳۴۸٬۰۲۳      |
| ۸    | راجستان               | ۵۶٬۵۰۷٬۱۸۸      |
| ۹    | کرناتکا               | ۵۲٬۸۵۰٬۵۶۲      |
| ۱۰   | گجرات                 | ۵۰٬۶۷۱٬۰۱۷      |
| ۱۱   | اریسا                 | ۳۶٬۸۰۴٬۶۶۰      |
| ۱۲   | کرالا                 | ۳۱٬۸۴۱٬۳۷۴      |
| ۱۳   | چهارکند               | ۲۶٬۹۴۵٬۸۲۹      |
| ۱۴   | آسام                  | ۲۶٬۶۵۵٬۵۲۸      |
| ۱۵   | پنجاب                 | ۲۴٬۳۵۸٬۹۹۹      |
| ۱۶   | هریانا                | ۲۱٬۱۴۴٬۵۶۴      |
| ۱۷   | چهتیس گر              | ۲۰٬۸۳۳٬۸۰۳      |
| ---  | دهلی                  | ۱۳٬۸۵۰٬۵۰۷      |
| ۱۸   | جامو و کشمیر          | ۱۰٬۱۴۳٬۷۰۰      |
| ۱۹   | اتر انچل              | ۸٬۴۸۹٬۳۴۹       |
| ۲۰   | هیماچل پردیش          | ۶٬۰۷۷٬۹۰۰       |
| ۲۱   | تری پوره              | ۳٬۱۹۹٬۲۰۳       |
| ۲۲   | منی پور               | ۲٬۱۶۶٬۷۸۸       |
| ۲۳   | میگهالیه              | ۲٬۳۱۸٬۸۲۲       |
| ۲۴   | ناگا لیند             | ۱٬۹۹۰٬۰۳۶       |
| ۲۵   | گوا                   | ۱٬۳۴۷٬۶۶۸       |
| ۲۶   | اروناچل پردیش         | ۱٬۰۹۷٬۹۶۸       |
| ---  | پونڈیچری              | ۹۷۴٬۳۴۵         |
| ---  | چندی گر               | ۹۰۰٬۶۳۵         |
| ۲۷   | میزورام               | ۸۸۸٬۵۷۳         |
| ۲۸   | سکم                   | ۵۴۰٬۸۵۱         |
| ---  | جزائر انڈمان و نکوبار | ۳۵۶٬۱۵۲         |
| ---  | دادرا و نگر حویلی     | ۲۲۰٬۴۹۰         |
| ---  | دامان و دیو           | ۱۵۸٬۲۰۴         |
| ---  | لکشادیپ               | ۶۰٬۶۵۰          |